# طاقة الرياح المحلية

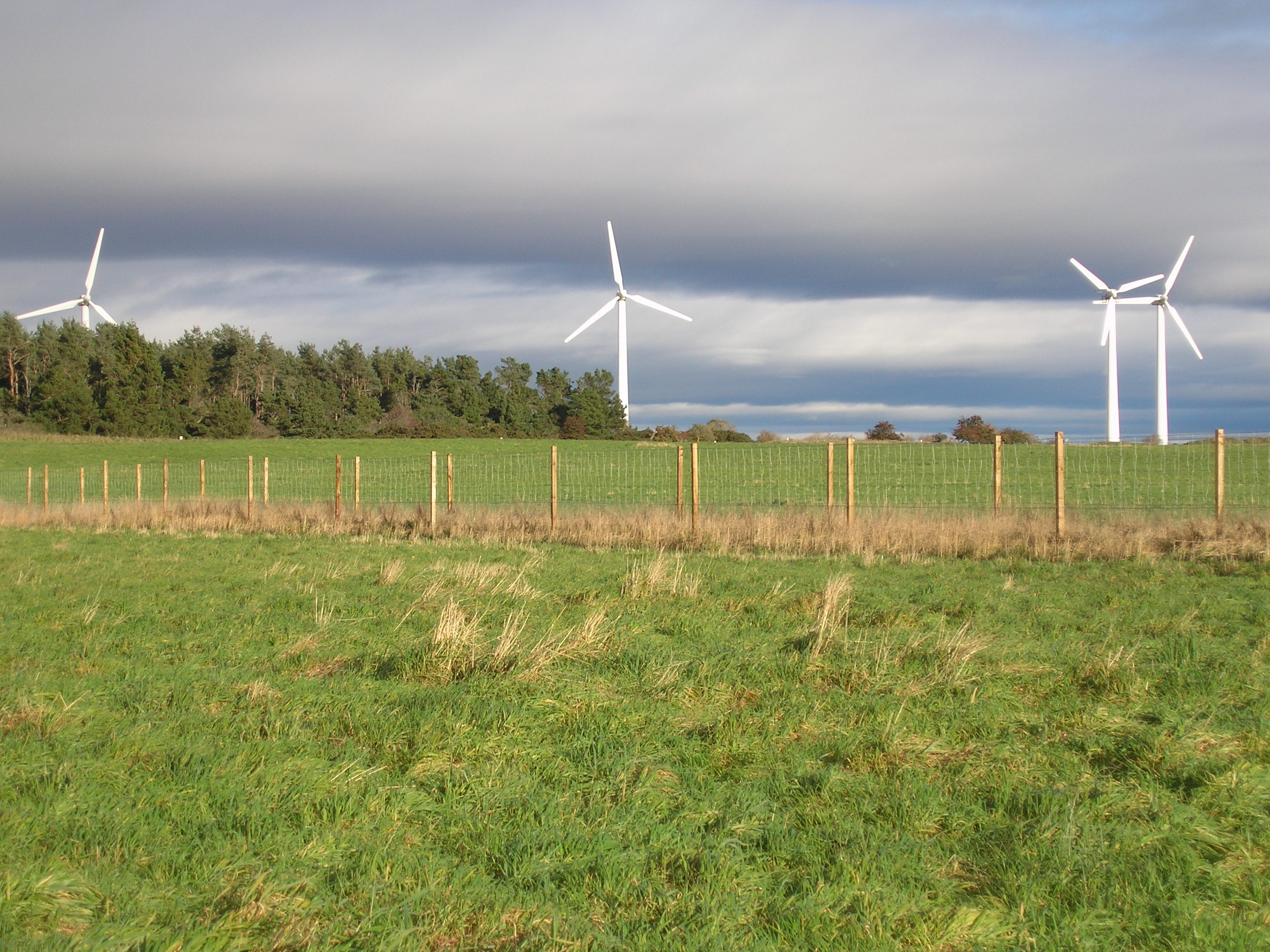
جعلت عنفات الهواء في قرية فيندهورن البيئية القرية مصدّرًا صافيًا للكهرباء.

مشاريع الرياح المحلية، يمتلك هذه المشاريع محليًا كلًا من المزارعين والمستثمرين والشركات والمدارس والمرافق العامة أو غيرها من الكيانات العامة أو الخاصة التي تستخدم طاقة الرياح لدعم وخفض تكاليف الطاقة للمجتمع المحلي. تُعد الميزة الرئيسية لطاقة الرياح المحلية هي أن أعضاء المجتمع المحلي لديهم حصة مالية كبيرة ومباشرة في المشروع تتجاوز مدفوعات إيجار الأراضي وإيرادات الضرائب. يمكن استخدام المشاريع لتوليد لطاقة في الموقع أو لتوليد طاقة بالجملة للبيع، عادة على نطاق تجاري أكبر من 100 كيلو واط.

## الأثر البيئي لطاقة الرياح المحلية

### الأثر الاقتصادي
بمجرد إنشاء مشروع مزرعة الرياح في المجتمع، تخلق حاجة إلى وظائف من أجل: تصنيع المواد اللازمة لبناء المشروع، نقل الإمدادات إلى منطقة المشروع، وبناء المشروع وكذلك بناء الطرق المؤدية إلى المشروع. بعد اكتمال المشروع، ستكون هناك حاجة إلى وظائف لصيانة وتشغيل المرفق. وفقًا لدراسة أجرتها هيئة أبحاث وتطوير الطاقة في ولاية نيويورك. توفر طاقة الرياح وظائف بنسبة 27 % لكل كيلوواط / ساعة أكثر من مصانع الفحم و66 % وظائف أكثر من مصانع الغاز الطبيعي. سيجمع ملاك الأراضي أيضًا عائدات لوضعهم العنفات ضمن ممتلكاتهم. بالنظر إلى المتطلبات المثالية لتباعد العنفات الرياح، يمكن أن تزيد المزرعة التي تبلغ مساحتها 250 فدانًا من دخل المزرعة السنوي بمقدار 14000 دولار سنويًا مع تأثير ضئيل على الزراعة العادية وعمليات الزراعة. تزيد مشاريع طاقة الرياح المحلية من عائدات ضريبة الأملاك المحلية نظرًا لوجود القليل جدًا لفرض الضرائب سابقًا بسبب توزع الكثافة السكانية والأراضي الزراعية الواسعة. بمجرد دخول عنفات الرياح في الخدمة، يجري فرض الضرائب عليها، ما يخلق عائدات تشتد الحاجة إليها للمجتمع المحلي.

### الأثر الاجتماعي
تعد مناطق الغرب الأوسط والسهول الكبرى في الولايات المتحدة مناطق مثالية لمشاريع طاقة الرياح المحلية؛ وغالبًا ما تكون هذه المناطق عرضة للجفاف. تستخدم محطات الوقود الأحفوري كميات كبيرة من المياه لأغراض التبريد ما يضر بإمدادات المياه في المجتمعات المحلية في حال وجود الجفاف. لا تستخدم عنفات الرياح أي مياه نظرًا لعدم وجود كمية كبيرة من الحرارة المنتجة أثناء توليد الطاقة. تضيف طاقة الرياح طاقة إلى الشبكة الكهربائية ما يقلل من كمية النفط اللازمة لتوليد الكهرباء للمجتمع. يمكن لمالكي الأراضي المحليين، الذين ينتجون طاقة الرياح، التحكم أيضًا في كمية الطاقة المنتجة، ما يزيد من مزيج الطاقة الإقليمي. تقلل طاقة الرياح في المجتمع بشكل عام من اعتماد المجتمع المحلي على النفط، ولكن بسبب الدعم الذي ينطوي عليه، يمكن أن تزداد تكاليف الكهرباء بشكل كبير.

### الأثر البيئي
يُعد التأثير البيئي لطاقة الرياح ضئيل نسبيًا مقارنة بالتأثير البيئي لمصادر الطاقة التقليدية. لا تستهلك طاقة الرياح الوقود، ولا تبعث ملوثات الهواء، على عكس مصادر طاقة الوقود الأحفوري. تساوي الطاقة المستهلكة في تصنيع ونقل المواد المستخدمة لبناء محطة طاقة الرياح الطاقة الجديدة التي تنتجها المحطة في غضون بضعة أشهر. في حين أن مزرعة الرياح قد تغطي مساحة كبيرة من الأرض، فإن العديد من استخدامات الأراضي مثل الزراعة متوافقة، مع وجود مناطق صغيرة فقط من أساسات العنفات والبنية التحتية غير المتاحة للاستخدام.
هناك تقارير عن وفيات الطيور والخفافيش في عنفات الرياح الموجودة حول الهياكل الصناعية الأخرى. قد يكون أو لا يكون حجم التأثير البيئي كبيرًا، تبعًا لظروف معينة. إن الوقاية من وفيات الحياة البرية والتخفيف من آثارها، وحماية مستنقعات الخث، تؤثر على موقع وتشغيل عنفات الرياح.
هناك تقارير عن الآثار السلبية للضوضاء على الأشخاص الذين يعيشون بالقرب من عنفات الرياح. بشكل عام، لم يدعم البحث الذي جرت مراجعته من قبل النظراء هذه البيانات.

## السياسة والقضايا والتشريعات
في عام 1992، أُنشئ اعتماد ضريبة إنتاج الطاقة المتجددة بقيمة 2.1 سنت لكل كيلوواط / ساعة. في فبراير 2009، من خلال قانون الانتعاش الأمريكي وإعادة الاستثمار، عمل الكونغرس على توفير تمديد لمدة ثلاث سنوات للائتمان الضريبي الإنتاجي حتى 31 ديسمبر 2012. يمكن لمشاريع الرياح التي كانت قيد التشغيل في عامي 2009 و2010 أن تختار الحصول على ائتمان ضريبة استثمار بنسبة 30 % بدلاً من الائتمان الضريبي الإنتاجي. يعتبر رصيد ضريبة الاستثمار أيضًا خيارًا لمشاريع الرياح التي كانت قيد الخدمة قبل عام 2013 إذا جرى الانتهاء من البناء النهائي قبل نهاية عام 2010. يمكن لمزارع الرياح الصغيرة (100 كيلوواط أو أقل) الحصول على ائتمان مقابل 30 % من تكلفة أقساط النظام. يتوفر ائتمان ضريبة الاستثمار، الذي وُضع في القانون من خلال قانون الاستقرار الاقتصادي الطارئ لعام 2008، للمعدات التي جرى تركيبها من 3 أكتوبر 2008 حتى 31 ديسمبر 2016. ولم تُحدد قيمة الائتمان في الوقت الحالي، من خلال قانون الانتعاش الأمريكي وإعادة الاستثمار لعام 2009.
من أجل ضمان مستقبل طاقة الرياح في سوق الطاقة، فإن معيار طاقة الكهرباء المتجددة (آر إي إس) هو سياسة تضمن فيها آليات السوق نسبة متزايدة من الكهرباء المنتجة تأتي من مصادر متجددة، مثل طاقة الرياح. وُجد (آر إي إس) في 28 ولاية (ليس على المستوى الوطني). ومن الأمثلة على ذلك خطة أوباما-بايدن للطاقة الجديدة لأمريكا، والتي تحدد الأهداف المستقبلية لإنتاج الطاقة المتجددة السريعة بنسبة 10% بحلول عام 2012.
من القضايا الملحة المثيرة للقلق عدم وجود شبكة نقل حديثة بين الولايات التي توفر الكهرباء الخالية من الكربون للعملاء. أبلغ مجلس الشيوخ الأمريكي ولجنة الموارد الطبيعية في الوقت الحالي عن مشروع القانون خارج اللجنة في 17 يونيو 2009. وكان من المتوقع أن ينظر مجلس الشيوخ بكامله في مشروع قانون الطاقة والمناخ في خريف ذلك العام. وافقت لجنة الطاقة والتجارة في مجلس النواب الأمريكي على مشروع قانون شامل للطاقة والمناخ في 21 مايو 2010.